# Ferpicloz
Ferpicloz (Fêrpihyo  en patois fribourgeois) est une localité et une commune suisse du canton de Fribourg, située dans le district de la Sarine.

## Géographie
Selon l'Office fédéral de la statistique, Ferpicloz mesure 101 ha. 16,5 % de cette superficie correspond à des surfaces d'habitat ou d'infrastructure, 68,9 % à des surfaces agricoles et 14,6 % à des surfaces boisées.
Ferpicloz est limitrophe des communes de Bois-d'Amont et Le Mouret.

## Démographie
Selon l'Office fédéral de la statistique, Ferpicloz compte 263 habitants en 2022. Sa densité de population atteint 193 hab./km2.
Le graphique suivant résume l'évolution de la population de Ferpicloz entre 1850 et 2008 :